# 朱倪焯
華陰端懿王朱倪焯（16世紀—1583年），明朝慶藩第一代華陰王，慶惠王朱鼒枋的嫡第三子。

## 生平
嘉靖三十九年（1560年）十月，封華陰王。
朱倪焯樂善好施，寧夏當地的人稱譽其可與東漢東平憲王劉蒼媲美。隆慶六年（1572年），朱倪焯捐獻俸祿以置辦學田，甚得士林之心。
萬曆十一年（1583年），朱倪焯去世，諡號端懿。十一年後，嫡長子朱伸堣襲爵。

## 家庭

### 妻
- 黃氏，生員黃希仲女，嘉靖四十五年（1566年）四月冊為華陰王妃[4]。

### 子
- 嫡長子：華陰王朱伸堣
- 第二子：鎮國將軍朱伸壤[2]